# 鼠鲨科
鼠鲨科（学名：Lamnidae）也称白鲨（英語：white shark），是板鳃类鼠鲨目的一个科，本科鲨鱼性凶猛，鳃宽大，游动迅速，体长达3至4（9.8至13.1英尺）以上，牙齿扁尖呈三角形，经常追逐鱼群，卵胎生，一般都是单独活动，是和锥齿鲨科、真鲨科齐名的三个最凶猛的鲨鱼中，體型最大的鲨类。
虽然恐怖电影作品而出名的大白鲨（Carcharodon carcharias）就属于此科，其他几种现存的鲨鱼（比如鼠鲨和鲭鲨）也和大白鲨类似，是凶猛的顶级掠食者，但鲨鱼并不像电影中描写的那麽恐怖，一般攻击人都是出于误会，因为对在水中视力并不发达的鲨鱼来说，人（特别是趴在冲浪板上划水的冲浪者）和海豹游泳时的外形相当接近。在通常情况下，鲨鱼一般不会主动攻击人，更不会攻击船。

## 外部連結
- 鼠鲨科鲨鱼介绍和照片

1. ↑  Froese, R. & Pauly, D. (eds.) (2009). Lamnidae. FishBase. Version 2009-01.